# 朝野僉載
朝野僉載，唐代張鷟撰寫，原有20卷，今本6卷，或作3卷。是當時影響甚大的一本小說，歐陽修的《新唐書》對其多有借鑒。
記唐初至開元年間事蹟。尤多武則天之事。多描寫如酷吏之殘暴，亦有不少神鬼怪異之事，洪邁《容齋續筆》卷十二評它：“瑣尾擿裂，且多媟語”。《資治通鑑》、《太平廣記》有引用。原書久佚，今多輯自《太平廣記》、《說郛》、《古今說海》。1979年中華書局有排印本。